# 24662 Gryll
24662 Gryll è un asteroide della fascia principale. Scoperto nel 1988, presenta un'orbita caratterizzata da un semiasse maggiore pari a 2,3317224 UA e da un'eccentricità di 0,1303602, inclinata di 6,30206° rispetto all'eclittica.